# Cottus nozawae
Cottus nozawae és una espècie de peix pertanyent a la família dels còtids.

## Descripció
- Fa 15 cm de llargària màxima.[1][2]

## Hàbitat
És un peix d'aigua dolça, demersal i de clima temperat.

## Distribució geogràfica
Es troba a Rússia i el Japó.

## Observacions
És inofensiu per als humans.